# Kunsu Shim

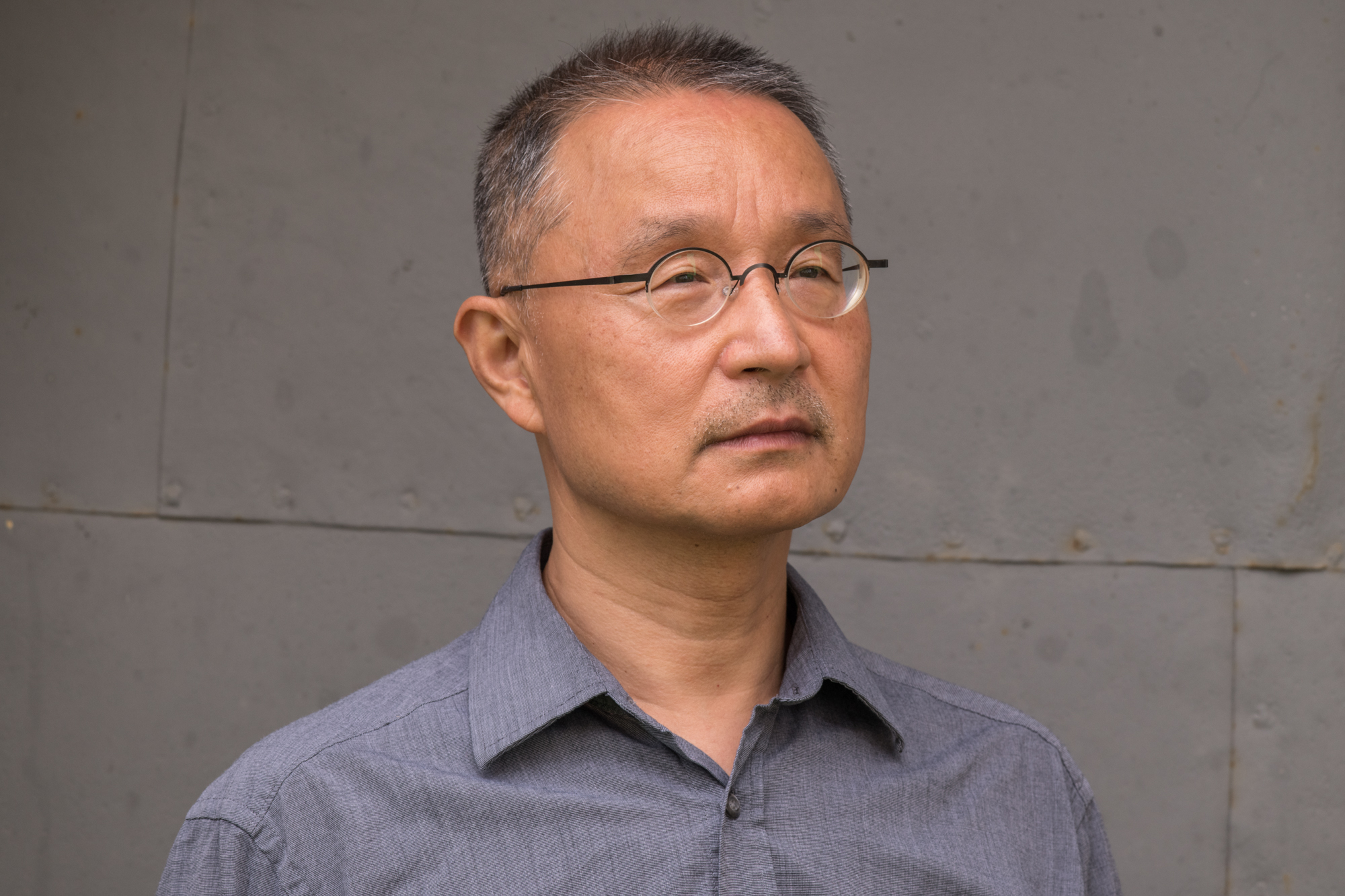
Kunsu Shim (2019)

Kunsu Shim (* 15. September 1958 in Busan, Südkorea) ist ein zeitgenössischer Komponist und Performance-Künstler.

## Leben und Werk
Shim studierte Komposition an der Yonsei-Universität in Seoul bei Inyong La (1979–83). 1985 kam er nach Deutschland, wo er 1987–88 bei Helmut Lachenmann in Stuttgart Komposition studierte. Ein Studium in Essen bei Nicolaus A. Huber schloss sich an (1990–92). Shims Interesse gilt vor allem der experimentellen Musik. Komponisten aus den USA wie Morton Feldman und John Cage fühlt er sich besonders verbunden. Bildende Kunst, Literatur und vor allem Performancekunst findet sich oft in Shims Werken wieder. Oftmals prägt eine extreme Materialreduktion seine Werke. 2000 gründete Shim mit Gerhard Stäbler den Veranstaltungsort „EarPort“ am Innenhafen Duisburg, einen Ort der Vermittlung Neuer Musik und der Verknüpfung der Künste, wo beide bis 2010 über hunderte Konzerte und Workshops veranstalteten. 2003 erhielt Kunsu Shim das renommierte Genko Uchida Fellowship. Prägend ist seit Beginn der 1990er Jahre auch die Zusammenarbeit mit dem deutschen Komponisten Gerhard Stäbler, die vom originären Konzept der PerformanceMusik bis hin zu gemeinsamen Kompositionen reicht. Von 2000 bis 2010 und seit der Wiedereröffnung im Herbst 2015 leiten Shim und Stäbler den EarPort im Innenhafen Duisburg als Ort für experimentelle Musik und Begegnung zwischen den Künsten. 2003 erhielt Kunsu Shim das renommierte Genko Uchida Fellowship.
Konzerte, Porträts sowie Gastvorlesungen und Workshops führten ihn in viele Länder Europas, nach Australien, Nord- und Südamerika und in den Nahen und Fernen Osten. 2013 reiste er auf Einladungen zu Werkaufführungen und Performances nach Island, Norwegen, Korea, Japan und Portugal. Außerdem leitete er zusammen mit Gerhard Stäbler zahlreiche Projekte und Konzertreihen, darunter „CAGE 100“ (ein Projekt der Tonhalle Düsseldorf 2012), die „Winterakademie für junge Komponisten“ Düsseldorf (2014), die Konzertreihe „Natürlich schön!“ (mit Interaktionen zwischen alter und neuer Musik) im Schloss Benrath, das Projekt „Trialog“ (seit 2009) und das a.pe.ri.od.ic ensemble (2018).
Zu den bedeutenden Kompositionsaufträgen, die in den letzten Jahren an Shim ergingen, zählen after a hundred years für Sopran und Orchester (Auftrag der Essener Philharmonie, 2011), das Orchesterwerk and here again – eine Perlenlandschaft (Auftrag der Würzburger Philharmoniker und der Kunststiftung NRW, 2014), sowie wolken.blindenschrift für Sopran, Vokalensemble und Orchester (Auftrag der Diözese Würzburg für den Kiliansdom zu Würzburg, 2016).
Kunsu Shim ist heute deutscher Staatsbürger und hat seinen Lebensmittelpunkt in Deutschland.

## Werkauswahl
- 1993: tree, voice... to move für 12 Vokalsolisten, UA Hamm
- 1995: sehen/hören , musikalisch-visuelles Projekt mit Schülern (beliebige Anzahl der spieler), UA Bochum 1995
- 1996: this space für Violine und Klavier
- 1997: waves, echoes für Orchester
- 1998: joy für 4 frauenstimmen mit gleicher stimmlage
- 1999: in der dünung wanderender worte für 11 Instrumente
- 2000: primary piano (I) für Klavier solo, UA Duisburg
- 2001: farewell für Orchester
- 2002: 12 Intermezzi für Klavier-Solo
- 2003: 12 Intermezzi für Koto-Solo
- 2004: 12 Intermezzi für Vokalquartett
- 2005: orte für Sho und zwei Performer
- 2006: EIN STERN, EIN BONBON, GUTE NACHT! für Streichorchester mit Flöten und Schlagzeug, UA Duisburg
- 2007: Quellpunkte, nachts für Flöte, Oboe und Klarinette, UA Wiesbaden
- 2007: Atemwende – Stille für geteiltes Orchester
- 2008: Steinschlag·Zeit für geteiltes Orchester (I und II), UA Duisburg
- 2011: after a hundred years für Sopran und Orchester, UA Essen
- 2012: EX-POSITION (Nachtrufe) für ein paar Spieler, UA Forum Kunst & Architektur Essen
- 2012: HIER·SEIN und Here to me für Chor a cappella
- 2014: and here again – eine Perlenlandschaft, UA Würzburger Philharmoniker
- 2014: UM ZU HÖREN für Streichorchester, UA Karlsruhe
- 2015 Entwurf einer Landschaft, für vier Streicher, UA Düsseldorf
- 2016: wolken.blindenschrift für Sopran, Vokalensemble und Orchester